# Bachelor of Business Science
Bachelor of Business Science (afkorting: BBusSci, B.Bus.Sc. of B.B.S.) is een bachelorgraad die behaald kan worden in Zuid-Afrika en andere landen in het Gemenebest van Naties.
De BBusSci is een vierjarige undergraduate studie. De graad is grotendeels gelijk aan de Bachelor of Commerce. Het verschil is dat de BBusSci een jaar langer duurt, een sterkere focus legt op de major en dieper in gaat op managementtheorie.